# آری والوی
آری والوی (فنلاندی: Ari Valvee؛ زادهٔ ۱ دسامبر ۱۹۶۰) بازیکن فوتبال اهل فنلاند بود.
از باشگاه‌هایی که در آن بازی کرده‌است می‌توان به باشگاه فوتبال هاکا و باشگاه فوتبال هلسینکی اشاره کرد.
وی همچنین در تیم ملی فوتبال فنلاند بازی کرده‌است.